# Opposition extra-parlementaire
 (octobre 2023).
Si vous disposez d'ouvrages ou d'articles de référence ou si vous connaissez des sites web de qualité traitant du thème abordé ici, merci de compléter l'article en donnant les références utiles à sa vérifiabilité et en les liant à la section « Notes et références ».
L'opposition extra-parlementaire est une opposition qui n'a pas de représentants au parlement et de porte-paroles formellement définis.

## Opposition non parlementaire en Allemagne (Außerparlamentarische OppositionAPO)
L'opposition non parlementaire allemande peut notamment invoquer la liberté de parole, la liberté de la presse et la liberté de réunion pour présenter publiquement ses revendications. Les nouveaux courants politiques commencent généralement leur travail en dehors du parlement et accèdent éventuellement par le biais de parlements régionaux jusqu'au parlement fédéral allemand (Bundestag), voire au gouvernement fédéral. Le parti des verts allemands (Bündnis '90/Die Grünen), qui composait la coalition gouvernementale avec les sociaux-démocrates (SPD) de 1998 à 2005, en est l'illustration.

### Pendant les années 1960
Dans la RFA du milieu des années 1960 l'opposition non parlementaire ; les mouvements étudiants, qui seront dans leur plus grande partie pris comme synonymes de l'APO, en faisaient une force considérable.

### Tournant en 1967
Le 2 juin 1967 fut une date importante dans l'histoire de l'APO ouest-allemande. En effet, pendant une manifestation contre la visite d'état du chah iranien Mohammad Reza Pahlavi, l'étudiant Benno Ohnesorg fut abattu par un policier. Le mouvement étudiant se radicalisa, devint beaucoup plus militant et se renforça à l'encontre des éditions Axel-Springer et notamment du journal Bild, qui était tenu responsable des voix s'élevant contre l'APO dans la population. Quelque 300 jours plus tard, Josef Bachmann, suivant les paroles de la Bild, blessa gravement par balle Rudi Dutschke, un des plus célèbres porte-paroles du SDS. Dutschke survécut à l'attentat mais mourut en 1979 des suites de ses blessures qui provoquèrent une épilepsie. 
Le SDS se divisa après 1968. De multiples cercles de gauche et petits partis communistes se concurrençant les uns les autres lui succédèrent. Ils restèrent pratiquement sans influence sur la vie politique allemande.
La « marche à travers les institutions » promue par Rudi Dutschke a été essayée d'être réalisée par ceux qui, onze ans plus tard, en 1980 construisirent le parti « Die Grünen » comme une organisation antinucléaire, des mouvements de paix et des autres mouvements sociaux des années 1970 et 80.